# ويفيرن

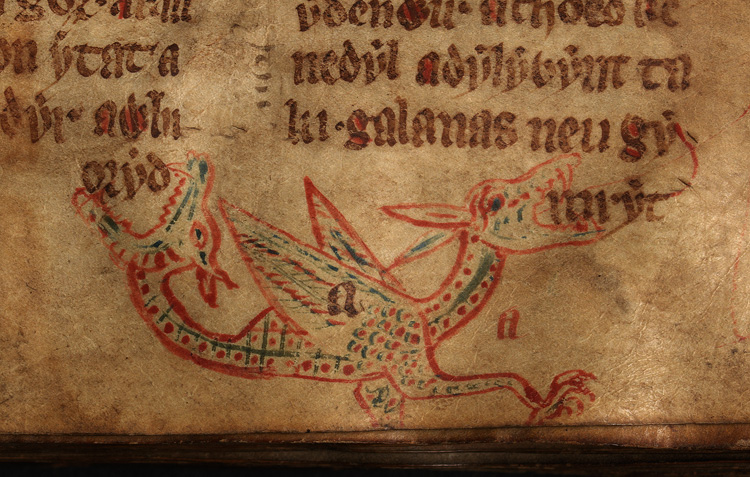
ويفيرن

ويفيرون (بالإنجليزية: Wyvern)‏، هو كائن أسطوري شبيه بالتنين مع أجنحة وقدمين وذيل لكنه بدون أرجل أمامية.